# Стемпковский, Юзеф Габриэль
Юзеф Габриэль Стемпковский (1710 — апрель-май 1793, Варшава) — государственный и военный деятель Речи Посполитой, ротмистр коронных войск, обозный польный коронный, генерал-лейтенант польской армии (1777—1784), каштелян киевский (1772—1785), воевода киевский (1785—1791).

## Биография
Происходил из польского шляхетского рода Стемпковских герба «Сухекомнаты». Сын каштеляна жарновского Якуба Стемпковского (ум. 1763) и Терезы Гехау (по данным А. Ролле — Анны Генриковской).
В 1767 году был избран послом на репнинский сейм от Люблинского воеводства. Во время сейма вошёл в состав делегации, вынужденной под давлением российского посла князя Николая Репнина пойти на уступки России.
В 1768 году коронный региментарий Юзеф Габриэль Стемпковский принял участие в подавлении гайдамацкого восстания Колиивщины на Правобережной Украине, затем участвовал в борьбе против Барской конфедерации (1768—1772) .
В 1772 году Юзеф Габриэль Стемпковский получил должность каштеляна киевского. На сейме 1773-1775 годов выступал против ратификации актов о первом разделе Речи Посполитой. В 1784 году стал членом Коронной Скарбовой комиссии. В 1777 году ему был пожалован чин генерал-лейтенанта коронных войск. В 1785-1791 годах занимал должность воеводы киевского.
Судился с воеводой русским Станиславом Щенсным Потоцким  из-за Торговицы, вынужден был ему уступить по договору 1776 года.
Кавалер Ордена Святого Станислава (1769) и Ордена Белого Орла (1773)